# Gastroecus arcticus
Gastroecus arcticus is een eenoogkreeftjessoort uit de familie van de Antheacheridae. De wetenschappelijke naam van de soort is voor het eerst geldig gepubliceerd in 1886 door Hansen.